# Goomeri

SS
Goomeri – miasto w Australii, w stanie Queensland.